# عبد الحفیظ مطالسی
عبد الحفیظ مطالسی (انگلیسی: Abdelhafid Metalsi؛ زادهٔ ۱۹۶۹) بازیگر، و بازیگر تلویزیون اهل کشور فرانسه است.
از فیلم‌ها یا برنامه‌های تلویزیونی که وی در آن نقش داشته‌است می‌توان به ببر و برف، روزی روزگاری در مکزیکو، مونیخ، از خدایان و انسانها، غریزه جنایت، وزیر، و حمله اشاره کرد.